# Parazenidae
Parazenidae è una famiglia di pesci ossei marini appartenente all'ordine Zeiformes.

## Distribuzione e habitat
Sono diffusi un po' in tutti gli oceani ma assenti dal mar Mediterraneo. Diverse specie si incontrano in punti molto distanti degli oceani il che fa pensare che l'areale sia continuo. Si trovano di solito a qualche centinaio di metri di profondità, sulla piattaforma continentale e nella parte superiore della scarpata continentale.

## Descrizione
Questi pesci hanno corpo allungato (più che nella norma degli Zeiformes) e compresso ai lati. La bocca può allungarsi a tubo. Le linee laterali sono due, si riuniscono all'altezza della seconda pinna dorsale. La prima dorsale è formata da raggi spinosi, la seconda, contigua, da raggi molli. Un raggio spinoso nella pinna anale. Pinne ventrali in posizione toracica.
Cyttopsis rosea supera i 30 cm di lunghezza ed è la specie più grande.

## Pesca
Cyttopsis rosea è oggetto di pesca commerciale

## Specie
- Genere Cyttopsis
  - Cyttopsis cypho
  - Cyttopsis rosea
- Genere Parazen
  - Parazen pacificus
- Genere Stethopristes
  - Stethopristes eos[2]